# Shinzo Koroki
Shinzo Koroki, född 31 juli 1986 i Miyazaki prefektur, Japan, är en japansk fotbollsspelare som spelar för Urawa Red Diamonds.